# Keith Duffy
Keith Peter Thomas Francis John Duffy es un actor, cantante, bailarín y presentador irlandés, más conocido por ser parte de la banda Boyzone y por haber interpretado a Ciaran McCarthy en la serie Coronation Street.

## Biografía
Keith es hijo de Patricia Duffy; su prima segunda es la cantautora galesa Aimee Duffy, más conocida como Duffy. 
Es muy buen amigo de la actriz Kym Marsh.
En Las Vegas en junio de 1998 se casó con Lisa Smith, con quien tiene dos hijos: el actor Jay Duffy (22 de abril de 1996) y Mia Duffy (11 de marzo de 2000), quien al año fue diagnosticada con autismo.

## Carrera
Desde 1993 Keith es miembro de la banda Boyzone, integrada por Ronan Keating, Shane Lynch, Mikey Graham y él. Anteriormente en el grupo también estaba Stephen Gately, que murió en el 2009 debido a un edema pulmonar.
En el 2001 participó en la primera temporada del programa Celebrity Big Brother, donde quedó en tercer lugar.
El 7 de agosto de 2002 se unió al elenco de la exitosa serie británica Coronation Street donde interpreta a Ciaran McCarthy. Keith se fue de la serie en el 2005, pero regresó en el 2010: se fue brevemente en enero del 2011 para ir de gira con su banda Boyzone, posteriormente regresó el 3 de noviembre del mismo año y volvió a irse el 25 de noviembre del mismo año.
En el 2009 apareció como invitado en tres episodios de la serie irlandesa Fair City donde interpretó a Ringo Leyden. En mayo del mismo año Keith junto a su esposa participaron en el programa All Star Mr. and Mrs. donde ganaron £10,000, dinero que donaron a una organización benéfica de autismo.
En abril del 2010 participó en el programa The Door, donde ganó  un total de £25,000, dinero que donó a la organización Treehouse, la cual se encarga de la educación para personas con autismo. En septiembre del mismo año participó en el programa All Star Family Fortunes donde el dinero que ganó lo donó a TreeHouse.
En el 2014 participó en la segunda temporada del concurso Celebrity Splash.
En agosto del mismo año se anunció que Keith aparecería en la segunda temporada de la serie The Job Lot donde dará vida a un ingeniero telefónico.

## Filmografía

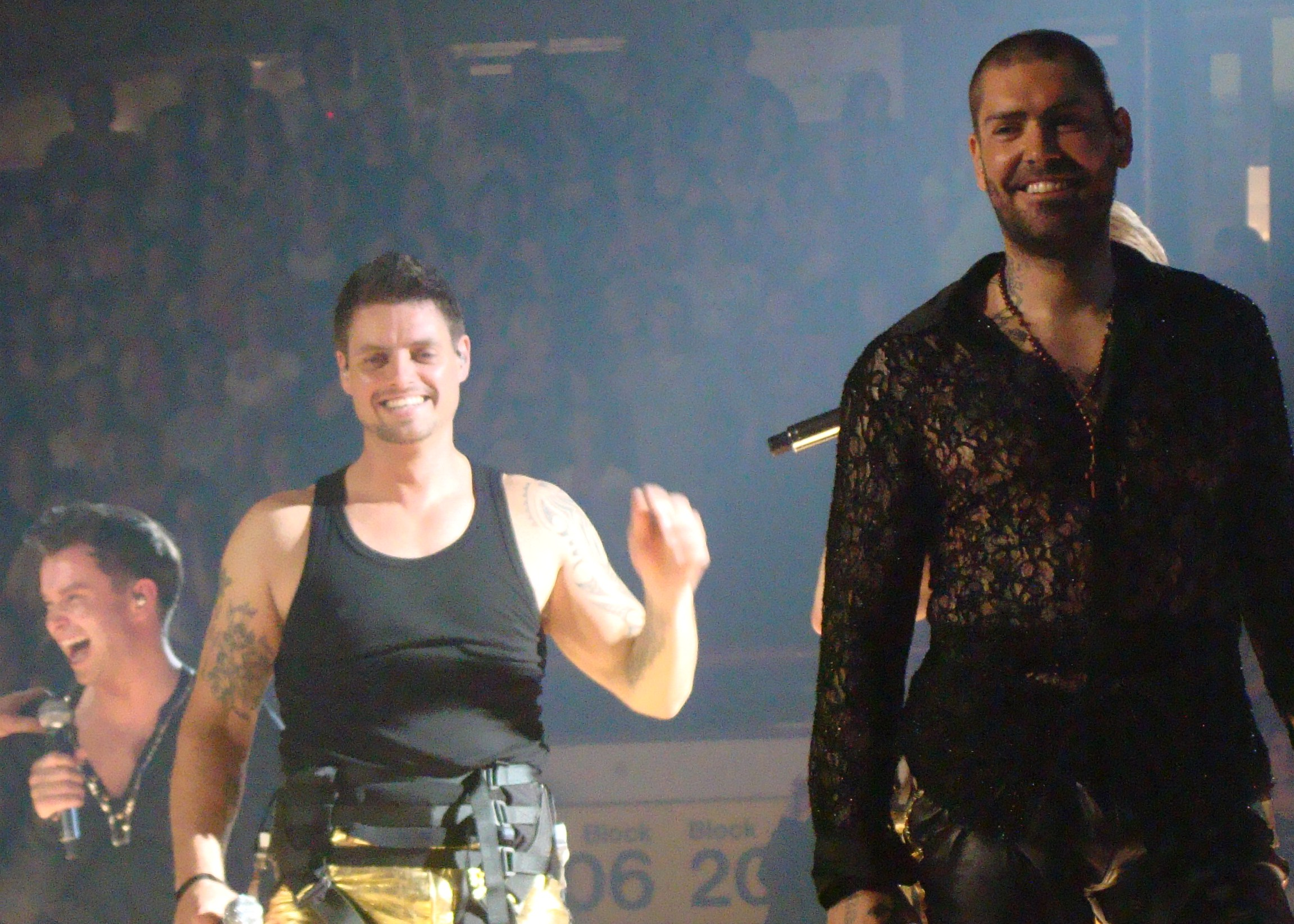
Stephen Gately, Keith (sport) y Shane Lynch durante un concierto del grupo Boyzone.

Series de televisión
| Año                      | Título                | Personaje       | Notas                  |
| ------------------------ | --------------------- | --------------- | ---------------------- |
| 2014                     | The Job Lot           | -               | -                      |
| 2011                     | Death in Paradise     | Eddie           | episodio # 1.7         |
| 2002 - 2005, 2010 - 2011 | Coronation Street     | Ciaran McCarthy | 185 episodios          |
| 2009                     | Fair City             | Ringo Leyden    | 3 episodios            |
| 2004 - 2007              | The Clinic            | Paul Dunne      | 6 episodios            |
| 2004                     | Petits Mythes Urbains | Charlie Mason   | episodio "Ruf mich an" |

Películas
| Año  | Título         | Personaje       | Notas                                            |
| ---- | -------------- | --------------- | ------------------------------------------------ |
| 2007 | Be More Ethnic | Dave            | junto a Laura Donnelly                           |
| 2001 | The Bombmaker  | Detective Power | junto a Dervla Kirwan, Mark Womack & Marc Warren |

Apariciones
| Año         | Título                   | Notas                        |
| ----------- | ------------------------ | ---------------------------- |
| 2014        | Splash!                  | concursante                  |
| 2010        | All Star Family Fortunes | concursante - episodio # 5.1 |
| 2010        | All Star Mr. and Mrs.    | concursante                  |
| 2008, 2010  | Loose Women              | intérprete                   |
| 2007 - 2008 | You're A Star            | juez                         |
| 2001        | Celebrity Big Brother    | concursante                  |

Teatro
| Año  | Obra             | Personaje | Teatro                    | Notas                                                   |
| ---- | ---------------- | --------- | ------------------------- | ------------------------------------------------------- |
| -    | The Wizard of Oz | -         | Weymouth Pavilion Theatre | -                                                       |
| 2005 | Dandelions       | Damien    | Olympia Theatre           | junto a Deirdre O'Kane, Dawn Bradfield & Pauline McLynn |

## Premios y nominaciones
| Año  | Categoría    | Premio             | Serie             | Resultado |
| ---- | ------------ | ------------------ | ----------------- | --------- |
| 2011 | Sexiest Male | Inside Soap Award  | Coronation Street | Nominado  |
| 2011 | Sexiest Male | British Soap Award | Coronation Street | Nominado  |
| 2010 | Sexiest Male | British Soap Award | Coronation Street | Nominado  |